# Jesse Spencer
Jesse Spencer (Melbourne, Victoria, Ausztrália, 1979. február 12. –) ausztrál színész.
Leginkább televíziós sorozatokból ismert. 1994 és 2005 között a főszereplő Billy Kennedyt alakította a Szomszédok című ausztrál szappanoperában. A Doktor House című amerikai drámasorozatban (2004–2012) Dr. Robert Chase szerepében láthatták a nézők. 2012 óta a Lángoló Chicago című drámasorozatban Matthew Casey tűzoltót formálja meg.
Filmjei közt található a Ketten a slamasztikában (2001), az Úszóbajnok (2003) és a Nagydumás kiscsajok (2003).

## Pályafutása
Spencer a Canterbury Primary School-ra, Malvern Central School-ra és a Scotch College-ra járt. 1997-ben érettségizett.
Egy iskolai színielőadásban tűnt fel egy ügynöknek a fiatal Jesse Spencer tehetsége. Jesse már tizennégy évesen ausztrál televíziós műsorokban szerepelt. 1994 és 2000 között a Szomszédok című ausztrál sorozatban játszotta el Billy Kennedy szerepét. 2005-ben még egy alkalommal visszatért a sorozatba, mint vendégszereplő. E sorozat sikerein felbuzdulva az ügynök hollywoodi szerződést ajánlott neki. Ezáltal filmszerepekhez is jutott.
2004-től a népszerű kórházsorozatban, a Doktor House-ban dr. Robert Chase szerepét játszotta Hugh Laurie oldalán. Azóta szerepelt a Halál a papi rendben című minisorozatban, valamint a Nagydumás kiscsajok és az Úszóbajnok című filmekben. Jennifer Morrisonnal együtt szerepelt a Flourish című filmben, 2006-ban.
2012-tól főszereplőként Matthew Casey tűzoltót alakítja a Lángoló Chicago című drámasorozatban. 2014-ben Casey szerepében a Bűnös Chicago című spin-off sorozatban is feltűnt.

## Magánélete
Két fiú- és egy lánytestvére van: Tarney plasztikai sebész, Luke ortopéd orvos, Polly pedig gyakornok egy gyógyszertárban. A szülei Robyn és Rodney Spencer.
A Doktor House forgatása alatt ismerte meg a menyasszonyát, Jennifer Morrisont. Az eljegyzést valamilyen oknál fogva felbontották. 2008. szeptember 21-én az Emmy-díj átadó gálára Louise Griffiths brit színész-énekesnővel érkezett. Közös barátaikon keresztül ismerkedtek meg Los Angelesben. Néhány hónapig tartott a kapcsolatuk.

## Filmográfia

### Film
| Év   | Magyar cím              | Eredeti cím            | Szerep                   | Magyar hang    |
| ---- | ----------------------- | ---------------------- | ------------------------ | -------------- |
| 2001 | Ketten a slamasztikában | Winning London         | Lord James Browning, Jr. | Bozsó Péter    |
| 2003 | Úszóbajnok              | Swimming Upstream      | Tony Fingleton           |                |
| 2003 | Nagydumás kiscsajok     | Uptown Girls           | Neal Fox                 | Simonyi Balázs |
| 2006 |                         | Flourish               | Eddie Gator              |                |
| 2010 |                         | Tell-Tale (rövidfilm)  | szerető                  |                |
| 2013 |                         | Skum Rocks!            | David Lockhart           |                |
| 2015 |                         | The Girl Is in Trouble | Nicholas Feinstein       |                |

### Televízió
| Év        | Magyar cím                    | Eredeti cím                | Szerep                 | Megjegyzések                                               |
| --------- | ----------------------------- | -------------------------- | ---------------------- | ---------------------------------------------------------- |
| 1994      | Time Trax – Hajsza az időn át | Time Trax                  | Bill fiatalon          | 1 epizód                                                   |
| 1994–2005 | Szomszédok                    | Neighbours                 | Billy Kennedy          | - főszereplő (604 epizód) - vendégszereplő (1 epizód)      |
| 1998      | Herkules                      | Hercules                   | Triten, Jr. (hangja)   | 1 epizód                                                   |
| 2000      | Az elveszett ékkövek titka    | Lorna Doone                | Marwood de Whichehalse | - tévéfilm - magyar hangja: - Breyer Zoltán                |
| 2001      | A talizmán átka               | Curse of the Talisman      | Jeremy Campbell        | Minárovits Péter                                           |
| 2002      | A lakatlan sziget kalandorai  | Stranded                   | Fritz Robinson         | Hamvas Dániel                                              |
| 2003      | Halál a papi rendben          | Death in Holy Orders       | Raphael Arbuthnot      | minisorozat                                                |
| 2004–2012 | Doktor House                  | House                      | Dr. Robert Chase       | - főszereplő (167 epizód) - magyar hangja: - Fekete Zoltán |
| 2012–2021 | Lángoló Chicago               | Chicago Fire               | Matthew Casey százados | - főszereplő - magyar hangja:[forrás?] - Fekete Zoltán     |
| 2013      | Phineas és Ferb               | Phineas and Ferb           | Liam                   | 1 epizód                                                   |
| 2014–2019 | Bűnös Chicago                 | Chicago P.D.               | Matthew Casey százados | 7 epizód                                                   |
| 2017–2019 |                               | Chicago Med                | Matthew Casey százados | 4 epizód                                                   |
| 2024      |                               | Last Days of the Space Age | Tony Bissett           | 8 epizód                                                   |

## Fordítás
- Ez a szócikk részben vagy egészben  a   Jesse Spancer című angol Wikipédia-szócikk fordításán alapul.  Az eredeti cikk szerkesztőit annak laptörténete sorolja fel. Ez a jelzés csupán a megfogalmazás eredetét és a szerzői jogokat jelzi, nem szolgál a cikkben szereplő információk forrásmegjelöléseként.